# استان

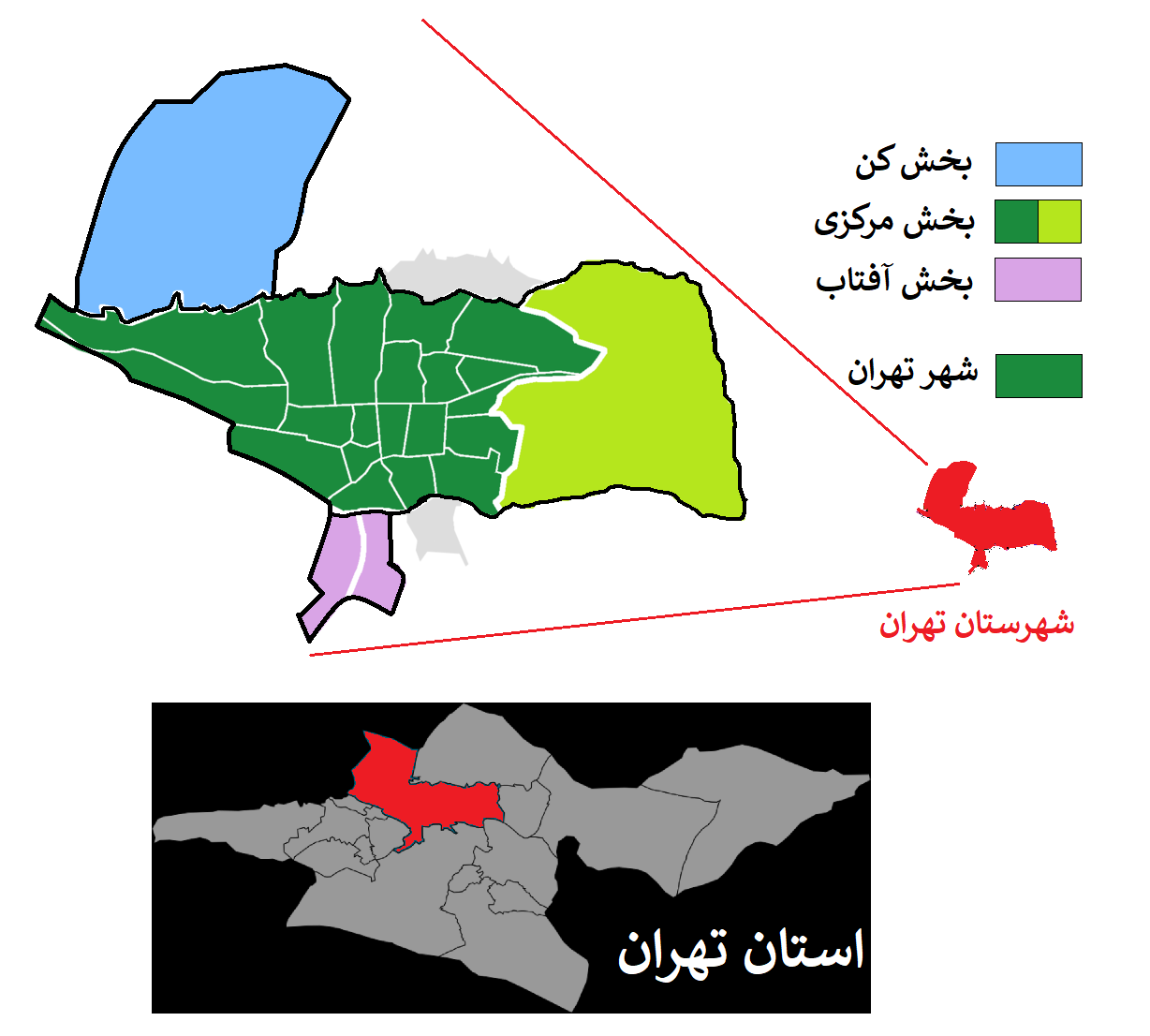
در ایران هر استان از چند شهرستان و هر شهرستان از چند بخش و هر بخش از چند دهستان تشکیل شده‌است.

استان یکی از واحدهای تقسیمات کشوری است.
ریشه کلمه استان به دوره شاهنشاهی ساسانی و یک تقسیم‌بندی جغرافیایی تحت این نام بازمی‌گردد. هر استان نیز دارای یک حاکم به نام استاندار بوده‌است.

## ریشه‌شناسی نام
استان بازمانده از ایرانی باستان -abi+stāna* است که مرکب از پیشوند -abi و -stāna* که مشتق از ریشهٔ -stā به معنی «ایستادن» است. در فارسی میانه awestām و در فارسی نو ustān گشته‌است.
استان با واژه‌های آلمانی Staat، انگلیسی state، ایسپانیایی Estado، فرانسوی État هم ریشه و با Province در انگلیسی، Provinz در آلمانی و Province در فرانسوی هم‌معنی است.

## تقسیمات کشوری در ایران
در زمان دولت ساسانی، سرزمین یا ایالت برای تقسیم‌بندی‌های فراتر از استان و شهرستان استفاده می‌شده و اداره یک سرزمین یا ایالت منطقه بر اساس یک ساتراپ یا مرزبان فرستاده شده توسط شاه بوده‌است. همچنین بنابر حکم شاه، بر اساس مصالح، وقت حکمرانی آنان مشخص می‌شده‌است. در زمان حکومت رضا شاه پهلوی، در دی‌ماه ۱۳۱۶ خورشیدی دو قانون خاص به تصویب رسید و با تجدید سازمان اداری کشور، ایالات پیشین ایران جای خود را به استان‌ها داد. استان‌ها به شهرستانها و شهرستانها به بخش‌ها و دهستان‌ها تقسیم شدند. هر استان، استاندار خود و هر شهرستان، فرماندار خود را داشت و این دو مدیر مستقیماً به وسیله شخص شاه گمارده می‌شدند. با وجود تغییرات جزئی فراوانی که از آن زمان تاکنون در تقسیمات کشور صورت گرفته، اساس تقسیمات کشوری هم چنان قانون ۱۳۱۶ است.
در حال حاضر استاندار از سوی وزیر کشور انتخاب می‌شود و فرمانداران و بخشداران استان خود را انتخاب می‌کند، همچنین دهستان از این واحدها حذف گردیده و تعداد استان‌های کشور به ۳۱ استان رسیده‌است.
برخی‌ از استان‌های ایران از نظر جمعیتی، یکنواخت محسوب می شوند، مانند یزد که اکثریت مطلق آن را فارس‌ها تشکیل می‌‌دهند. 
ترکیب جمعیتی برخی‌ از استان‌های ایران غیر‌یک‌نواخت می‌‌باشد، مانند استان آذربایجان غربی با جمعیت تقریبا برابر هردو قومیت آذربایجانی و کُرد، استان سیستان و بلوچستان با جمعیت هردو قومیت بلوچ و فارس، استان خوزستان با جمعیت سه قومیت عمده‌ی عرب، فارس و لر، استان ایلام با جمعیت هردو قومیت کُرد و لر و استان گلستان که جمعیت هردو قومیت ترکمن و فارس را دارا می‌‌باشد.
برخی‌ از استان‌ها، اقلیتی از گروه‌های اتنیکی دیگر را دارا می‌‌باشند و از سطح یکنواختی بالایی‌ برخوردار می‌‌باشند، مانند استان کردستان با اقلیت قوم آذربایجانی، استان هرمزگان با اقلیت قوم بلوچ, استان زنجان با اقلیت قوم تات و استان اردبیل با اقلیت قوم تالش.

## حدود اختیارات استان
در زمان ساسانیان، استاندار احتمالاً همچون مرزبانان و ساتراپ‌ها قوای نظامی منطقه را نیز در اختیار داشته‌است. نظام‌های سیاسی بر مبنای شکل‌گیری خود به دو دسته فدرال و حکومت‌های مرکز گرا تقسیم می‌شوند.
کشورهایی مانند ایالات متحده، کانادا، آلمان، اسپانیا، سوئیس و هند از جمله کشورهای تشکیل‌شده از دولت‌های جدا از هم هستند که دولت‌های قدیم که تحت نام جدید متحد شده‌اند، همچنان بخشی از اختیار خود را تحت نام ایالت فدرالی حفظ کرده‌اند.

## تفاوت استان و ایالت فدرال
استان در کشورهای غیر فدرال و ایالت در کشورهای فدرال جزو تقسیمات کشوری هستند. قدرت استان به مراتب کمتر از قدرت ایالت می‌باشد. استان زیر نظر وزارت کشور اداره می‌شود و وزیر کشور برای هر استان، استاندار که مسئول اجرای قوانین می‌باشد را منصوب می‌کند. استاندار نیز برای تقسیمات داخلی استان (شهرستان) برای هر شهرستان فرماندار انتخاب می‌کند. در اصل تمام قدرت استانها زیر نظر مستقیم دولت می‌باشد و قدرت خود را از دولت می‌گیرند. البته هر استان بنا به شرایط جغرافیایی، قومی قبیله‌ای، فرهنگی اختیارات اندکی دارد. اما در مقابل در ایالت دو قانون وجود دارد. اول قانون کشور است که هر ایالت باید از آن تبعیت کند و دوم قانون خود آن ایالت است که می‌تواند با قوانین ایالت دیگری در همان کشور کاملاً متفاوت باشد. حدود اختیارات داده شده به ایالت مشابه اختیارات یک کشور مستقل اما اندکی کمتر است. می‌توان گفت ساختار دولت در کشورهای فدرال بین دولت مرکزی و ایالت‌های موجود در کشور تقسیم شده‌است.